# АНУ — Музей еврейского народа

АНУ — Музей еврейского народа (ивр. אנו — מוזיאון העם היהודי‎) — музей, расположенный на территории кампуса Тель-Авивского университета в Рамат-Авиве (Тель-Авив, Израиль).

## История
Музей открылся в мае 1978 года и считался на тот момент одним из наиболее современных и инновационных музеев мира.
Идея создания музея была предложена Нахумом Гольдманом, основателем и президентом Всемирного еврейского конгресса, который стремился создать памятник еврейской диаспоры прошлого и настоящего.
В 2011 году израильское правительство одобрило план расширения и модернизации музея с использованием новых технологий. В музее в несколько этапов провели тотальную реорганизацию экспозиции. В марте 2021 года обновлённый музей открылся для посетителей. Одновременно с открытием обновлённого музея, институция сменила и официальное название: бывший Музей еврейского народа Бейт Хатфуцот (Музей Диаспоры) стал называться АНУ — Музей еврейского народа (ану — "мы" в переводе с иврита).
Программа реорганизации отразила существенные изменения в еврейской и израильской культуре и обществе, а также учла новейшие достижения в музейных технологиях. Обновлённый музей представляет еврейскую историю с библейских времен до наших дней с повышенным акцентом на современной еврейской жизни и современных проявлений еврейской идентичности. После обновления музей стал самым большим еврейским музеем в мире: экспонаты и интерактивные инсталляции размещены на общей площади в 6600 кв. метров, а общая площадь нового здания – 20 тысяч квадратных метров. Принципиальное отличие от старого музея и в концептуальной экспозиционной модели: «не пыльное собрание артефактов, а интерактивный и пополняемый учебник для всех возрастов, где история еврейского народа позитивна и оптимистична». 
Обновление, бюджет которого составил порядка 100 миллионов долларов, финансировалось Государством Израиль, Фондом «Надав» и частными благотворителями.
Используя аудио-визуальные дисплеи и коллекцию уникальных артефактов, музей прослеживает историю общин еврейской диаспоры на протяжении веков по всему миру, рассказывая историю еврейского народа с момента его изгнания из Земли Израиля 2600 лет назад до настоящего времени. Среди уникальных экспонатов работы Хаима Сутина и Эль Лисицкого, первое издание Франца Кафки, воссозданный костюм работы Бакста для дягилевской «Шахерезады», «Падающий солдат» Роберта Капы, ручка Шолом-Алейхема, печатная машинка Башевиса-Зингера, легендарный воротничок Рут Бейдер-Гинзбург и многие другие. 
В обновлённом музее посетителей ждут четыре масштабные постоянные экспозиции. Экспозиция на третьем этаже, «Мозаика», рассказывает о разнообразии проявлений еврейской идентичности в современном мире. Невероятное богатство идей и подходов в рамках современной культуры представлено произведениями современного искусства, мультимедийными экспонатами, историческими артефактами. На втором этаже размещается экспозиция «Путешествие», где представлено полное повествование о еврейском народе во всем мире в историческом разрезе. На нижнем этаже, в экспозиции «Основы», представлены экспонаты, посвященные еврейским обычаям и верованиям, включая работы современных художников, заказанные музеем, а также 50 новых короткометражных фильмов. 
Председатель совета директоров — Ирина Невзлина. Директор — Дан Тадмор. Главный куратор — Орит Шахам Говер. 